# Szpada Kastylii
Szpada Kastylii (ang. Captain from Castile) – amerykański film z 1947 roku w reżyserii Henry’ego Kinga.

## Obsada
- Thomas Gomez jako ojciec Bartolome Romero
- Alan Mowbray jako Prof. Botello – astrolog
- Jean Peters jako Catana Perez
- George Zucco jako Marquis De Carvajal
- Barbara Lawrence jako Luisa De Carvajal
- Antonio Moreno jako Don Francisco De Vargas
- John Sutton jako Diego De Silva
- Lee J. Cobb jako Juan Garcia

## Nagrody i nominacje
| Nazwa nagrody | Wygrane            | Nominacje                                                  |
| Oscar         | 1948 bez rezultatu | 1948 Najlepsza muzyka w dramacie lub komedii Alfred Newman |